# Adrian Kutter

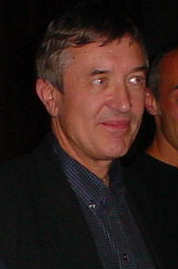
Kutter beim Filmfest Biberach 2003

Adrian Kutter (* 21. Februar 1943 in Tegernsee) ist ein deutscher ehemaliger Kinobesitzer und Veranstalter von Filmfestspielen. Kutter ist Gründer des Film- und Kinomuseums Baden-Württemberg sowie Begründer und ehemaliger künstlerischer Leiter der Biberacher Filmfestspiele, des „Familientreffens der deutschen Filmemacher“. Mit Ende der 40. Ausgabe 2018 gab er die Intendanz ab. Neue Intendantin wurde seine Ehefrau, die Schauspielerin Helga Reichert.

## Leben
Adrian Kutter ist Sohn des Regisseurs Anton Kutter, der sich als Amateurastronom und Konstrukteur eines neuen Spiegelteleskops, des Kutter-Schiefspieglers, einen Namen machte.
Er studierte zunächst Betriebswirtschaft in Mannheim und übernahm 1972 die Leitung der Filmtheaterbetriebe Kutter in Biberach von seinem Vater. Neben dem Betrieb und Ausbau der Kinosäle, ursprünglich „Urania“ und „Filmtheater“, dann zusätzlich „Sternchen“ und „Stardust“, heute „Sternenpalast“ mit acht Sälen, verschrieb sich Adrian Kutter sehr früh der Unterstützung der Filmkunst.
Am 8. Mai 2010 wurde er von Ministerpräsident Stefan Mappus mit dem Verdienstorden des Landes Baden-Württemberg ausgezeichnet.

## Filmfest Biberach
1979 initiierte er das Filmfest Biberach. Neben seiner Mitgliedschaft in der Jury der Berlinale 1989 und dem Vorsitz in der Gilde deutscher Filmkunsttheater wurde Kutter als Berater des ehemaligen Baden-Württembergischen Ministerpräsidenten Lothar Späth zur Gründung der Baden-Württembergischen Filmförderung und der Filmakademie Baden-Württemberg bekannt. Darüber hinaus war Kutter viele Jahre lang Vorsitzer und Repräsentant der Filmbewertungsstelle Wiesbaden, die unter anderem die Prädikate „wertvoll“ oder „besonders wertvoll“ vergibt. Ehrenamtlich ist Kutter als Vorstand des Verbandsligisten FV Biberach tätig. Im August 2007 übergab Adrian Kutter den Sternenpalast an den Kinobetreiber Lochmann und zog sich nach eigenen Angaben aus Altersgründen aus dem aktiven Kinobetrieb zurück, blieb aber Intendant der Biberacher Filmfestspiele.
Kutter pflegt intensive und gute Kontakte zu einer ganzen Reihe maßgeblicher deutscher Regisseure wie Joseph Vilsmaier, Werner Herzog, Volker Schlöndorff und Douglas Wolfsperger. Insbesondere Wolfsperger, der mit seinem Film Bellaria auch international erfolgreich war, wurde und wird von Kutter unterstützt.
Im Rahmen der Programmgestaltung im Regelbetrieb seiner Kinos setzte Kutter immer wieder deutliche Zeichen, dass es ihm nicht allein um den rein wirtschaftlichen Erfolg geht: So zeigte er 2007 in einer Sonderreihe Verfilmungen sämtlicher Wagneropern und er schreckt auch nicht davor zurück, in Schwierigkeiten geratene Filmemacher zu unterstützen. So geschehen beim Filmemacher Leo Hiemer, der 1994 keine Verleihfirma für den Film Leni muss fort gefunden hatte und mehrfach im Direktverleih in Biberach aufgeführt wurde. Nachwuchsregisseure wie Philipp Kässbohrer (SWR) liegen Kutter am Herzen und bekommen Gelegenheit, ihre Filme nicht nur während der Biberacher Filmfestspiele einem Publikum vorzustellen.

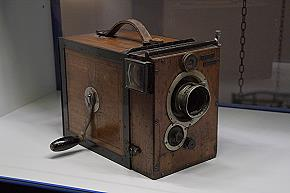
Kurbelkamera von etwa 1900, Ausstellungsstück im Film- und Kinomuseum Baden-Württemberg in Biberach/Riß

## Film- und Kinomuseum Baden-Württemberg
Ende 2008 eröffnete Kutter in Biberach an der Riß im Sternenpalast (seit 2023 Cineplex) das Film- und Kinomuseum Baden-Württemberg in dem seit Januar 2009 regelmäßig Führungen angeboten werden. Zu den Exponaten gehören wertvolle Einzelstücke wie Handkurbelkameras, Holzstative und ein Original-Kinovorführraum aus dem Jahr 1949 (Ursprung: Basel). Adrian Kutter steht für Führungen auf Anfrage persönlich zur Verfügung. Als Begründer des Film- und Kinomuseums, das auch vom Land Baden-Württemberg unterstützt wird erläutert Kutter die Entwicklung der Kinotechnik von 1900 bis heute.

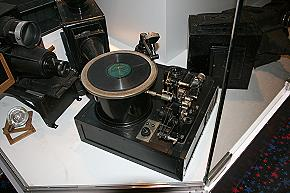
Kinotonanlage von etwa 1920, Schellackplatten (Länge ca. 1 Akt = 11 Minuten) wurden parallel "von Hand" mit der Filmrolle gestartet. Ausstellungsstück im Film- und Kinomuseum Baden-Württemberg in Biberach/Riß

## Ehrungen
- 2001: Programmpreis der DEFA-Stiftung[5]
- 2003: Goldene Leinwand (Pin)
- 2010: Verdienstorden des Landes Baden-Württemberg
- 2017: Gilde-Filmpreis – Ehrenpreis[6]
- 2020: Ehrenbürger der Stadt Biberach